# Collegio di Selby and Ainsty
Selby and Ainsty è stato un collegio elettorale inglese della Camera dei comuni del Parlamento del Regno Unito, situato nel North Yorkshire. Eleggeva un membro del Parlamento con il sistema maggioritario a turno unico; il collegio è stato abolito in occasione della revisione periodica del 2024.

## Storia e confini
Per le elezioni del 2010, la Boundary Commission for England raccomandò la creazione di questo collegio a seguito della modifica della rappresentanza parlamentare di York e del North Yorkshire; il collegio copreiva l'area intorno a Selby e parti dell'antica centena di Ainsty, all'interno del borough di Harrogate.
Selby and Ainsty risultava il successore di Selby; i ward elettorali utilizzati per creare il collegio erano:
- l'intero distretto di Selby
- Marston Moor, Ouseburn, Ribston and Spofforth e Lower Wharfedale nel Borough of Harrogate.

Alcuni villaggi dell'ex collegio di Selby furono spostati nel nuovo collegio di York Outer.

## Membri del Parlamento
| Elezione | Elezione | deputato         | Partito          |
| -------- | -------- | ---------------- | ---------------- |
|          | 2010     | Nigel Adams      | Conservatore     |
|          | 2023 (S) | Keir Mather      | Laburista        |
|          | 2024     | Collegio abolito | Collegio abolito |

## Risultati elettorali

### Elezioni negli anni 2020
| Partito                    | Partito                                           | Candidato                  | Risultati 20 luglio 2023 | Risultati 20 luglio 2023 |
| Partito                    | Partito                                           | Candidato                  | Voti                     | %                        |
| -------------------------- | ------------------------------------------------- | -------------------------- | ------------------------ | ------------------------ |
|                            | Laburista                                         | Keir Mather                | 16 456                   | 45,96                    |
|                            | Conservatore                                      | Claire Holmes              | 12 295                   | 34,34                    |
|                            | Verdi                                             | Arnold Warneken            | 1 838                    | 5,13                     |
|                            | Yorkshire                                         | Mike Jordan                | 1 503                    | 4,20                     |
|                            | Reform UK                                         | Dave Kent                  | 1 332                    | 3,72                     |
|                            | Lib Dem                                           | Matt Walker                | 1 188                    | 3,32                     |
|                            | Indipendente                                      | Nick Palmer                | 342                      | 0,96                     |
|                            | Social Democratico                                | John Waterstone            | 314                      | 0,88                     |
|                            | Monster Raving Loony                              | Sir Archibald Stanton      | 172                      | 0,48                     |
|                            | Vari                                              | Altri                      | 367                      | 1,02                     |
|                            |                                                   |                            |                          |                          |
| Iscritti                   | Iscritti                                          | Iscritti                   | 80 102                   | 100,00                   |
| ↳ Votanti (% su iscritti)  | ↳ Votanti (% su iscritti)                         | ↳ Votanti (% su iscritti)  | 35 886                   | 44,80                    |
| ↳ Astenuti (% su iscritti) | ↳ Astenuti (% su iscritti)                        | ↳ Astenuti (% su iscritti) | 44 216                   | 55,20                    |
|                            |                                                   |                            |                          |                          |
|                            | Esito: collegio passa da Conservatore a Laburista |                            |                          |                          |

### Elezioni negli anni 2010
| Partito                    | Partito                                   | Candidato                  | Risultati 12 dicembre 2019 | Risultati 12 dicembre 2019 |
| Partito                    | Partito                                   | Candidato                  | Voti                       | %                          |
| -------------------------- | ----------------------------------------- | -------------------------- | -------------------------- | -------------------------- |
|                            | Conservatore                              | Nigel Adams                | 33 995                     | 60,26                      |
|                            | Laburista                                 | Malik Rofidi               | 13 858                     | 24,56                      |
|                            | Lib Dem                                   | Katharine Macy             | 4 842                      | 8,58                       |
|                            | Yorkshire                                 | Mike Jordan                | 1 900                      | 3,37                       |
|                            | Verdi                                     | Arnold Warneken            | 1 823                      | 3,23                       |
|                            |                                           |                            |                            |                            |
| Iscritti                   | Iscritti                                  | Iscritti                   | 78 398                     | 100,00                     |
| ↳ Votanti (% su iscritti)  | ↳ Votanti (% su iscritti)                 | ↳ Votanti (% su iscritti)  | 56 418                     | 71,96                      |
| ↳ Astenuti (% su iscritti) | ↳ Astenuti (% su iscritti)                | ↳ Astenuti (% su iscritti) | 21 980                     | 28,04                      |
|                            |                                           |                            |                            |                            |
|                            | Esito: collegio confermato a Conservatore |                            |                            |                            |

| Partito                    | Partito                                   | Candidato                  | Risultati 8 giugno 2017 | Risultati 8 giugno 2017 |
| Partito                    | Partito                                   | Candidato                  | Voti                    | %                       |
| -------------------------- | ----------------------------------------- | -------------------------- | ----------------------- | ----------------------- |
|                            | Conservatore                              | Nigel Adams                | 32 921                  | 58,71                   |
|                            | Laburista                                 | David Bowgett              | 19 149                  | 34,15                   |
|                            | Lib Dem                                   | Callum Delhoy              | 2 293                   | 4,09                    |
|                            | UKIP                                      | Tony Pycroft               | 1 713                   | 3,05                    |
|                            |                                           |                            |                         |                         |
| Iscritti                   | Iscritti                                  | Iscritti                   | 75 873                  | 100,00                  |
| ↳ Votanti (% su iscritti)  | ↳ Votanti (% su iscritti)                 | ↳ Votanti (% su iscritti)  | 56 222                  | 74,10                   |
| ↳ Astenuti (% su iscritti) | ↳ Astenuti (% su iscritti)                | ↳ Astenuti (% su iscritti) | 19 651                  | 25,90                   |
|                            |                                           |                            |                         |                         |
|                            | Esito: collegio confermato a Conservatore |                            |                         |                         |

| Partito                    | Partito                                   | Candidato                  | Risultati 7 maggio 2015 | Risultati 7 maggio 2015 |
| Partito                    | Partito                                   | Candidato                  | Voti                    | %                       |
| -------------------------- | ----------------------------------------- | -------------------------- | ----------------------- | ----------------------- |
|                            | Conservatore                              | Nigel Adams                | 27 725                  | 52,51                   |
|                            | Laburista                                 | Mark Hayes                 | 14 168                  | 26,83                   |
|                            | UKIP                                      | Colin Heath                | 7 389                   | 13,99                   |
|                            | Lib Dem                                   | Nicola Turner              | 1 920                   | 3,64                    |
|                            | Verdi                                     | Ian Richards               | 1 465                   | 2,77                    |
|                            | TUSC                                      | Ian Wilson                 | 137                     | 0,26                    |
|                            |                                           |                            |                         |                         |
| Iscritti                   | Iscritti                                  | Iscritti                   | 76 086                  | 100,00                  |
| ↳ Votanti (% su iscritti)  | ↳ Votanti (% su iscritti)                 | ↳ Votanti (% su iscritti)  | 52 804                  | 69,40                   |
| ↳ Astenuti (% su iscritti) | ↳ Astenuti (% su iscritti)                | ↳ Astenuti (% su iscritti) | 23 282                  | 30,60                   |
|                            |                                           |                            |                         |                         |
|                            | Esito: collegio confermato a Conservatore |                            |                         |                         |

| Partito                    | Partito                                         | Candidato                  | Risultati 6 maggio 2010 | Risultati 6 maggio 2010 |
| Partito                    | Partito                                         | Candidato                  | Voti                    | %                       |
| -------------------------- | ----------------------------------------------- | -------------------------- | ----------------------- | ----------------------- |
|                            | Conservatore                                    | Nigel Adams                | 25 562                  | 49,42                   |
|                            | Laburista                                       | Jan Marshall               | 13 297                  | 25,71                   |
|                            | Lib Dem                                         | Tom Holvey                 | 9 180                   | 17,75                   |
|                            | UKIP                                            | Darren Haley               | 1 635                   | 3,16                    |
|                            | BNP                                             | Duncan Lorriman            | 1 377                   | 2,66                    |
|                            | Democratici                                     | Graham Glynn               | 677                     | 1,31                    |
|                            |                                                 |                            |                         |                         |
| Iscritti                   | Iscritti                                        | Iscritti                   | 72 753                  | 100,00                  |
| ↳ Votanti (% su iscritti)  | ↳ Votanti (% su iscritti)                       | ↳ Votanti (% su iscritti)  | 51 728                  | 71,10                   |
| ↳ Astenuti (% su iscritti) | ↳ Astenuti (% su iscritti)                      | ↳ Astenuti (% su iscritti) | 21 025                  | 28,90                   |
|                            |                                                 |                            |                         |                         |
|                            | Esito: collegio a Conservatore (nuovo collegio) |                            |                         |                         |

## Risultati dei referendum

### Referendum sulla permanenza del Regno Unito nell'Unione europea del 2016
|             | Collegio         | Lasciare UE % | Rimanere in UE % |
| ----------- | ---------------- | ------------- | ---------------- |
|             | Selby and Ainsty | 57,6%         | 42,4%            |
| Inghilterra | 53,3%            | 46,7%         |                  |
| Regno Unito | 51,9%            | 48,1%         |                  |